# Milledgeville (Tennessee)
Milledgeville és una població dels Estats Units a l'estat de Tennessee. Segons el cens del 2000 tenia 287 habitants.

## Demografia
Segons el cens del 2000, Milledgeville tenia 287 habitants, 135 habitatges, i 95 famílies. La densitat de població era de 68,8 habitants/km².
Dels 135 habitatges en un 16,3% hi vivien nens de menys de 18 anys, en un 59,3% hi vivien parelles casades, en un 8,1% dones solteres, i en un 29,6% no eren unitats familiars. En el 26,7% dels habitatges hi vivien persones soles el 12,6% de les quals corresponia a persones de 65 anys o més que vivien soles. El nombre mitjà de persones vivint en cada habitatge era de 2,13 i el nombre mitjà de persones que vivien en cada família era de 2,55.
Per edats la població es repartia de la següent manera: un 14,6% tenia menys de 18 anys, un 8% entre 18 i 24, un 20,9% entre 25 i 44, un 27,9% de 45 a 60 i un 28,6% 65 anys o més.
L'edat mediana era de 50 anys. Per cada 100 dones de 18 o més anys hi havia 88,5 homes.
La renda mediana per habitatge era de 29.583 $ i la renda mediana per família de 30.833 $. Els homes tenien una renda mediana de 31.000 $ mentre que les dones 23.750 $. La renda per capita de la població era de 14.688 $. Entorn del 16% de les famílies i el 22,3% de la població estaven per davall del llindar de pobresa.

## Poblacions més properes
El següent diagrama mostra les poblacions més properes.